# Шамокин Дам (Пенсилванија)
Шамокин Дам (енгл. Shamokin Dam) град је у америчкој савезној држави Пенсилванија.

## Демографија
По попису из 2010. године број становника је 1.686, што је 184 (12,3%) становника више него 2000. године.
| Група             | 2000.         | 2010.         |
| Белци             | 1.466 (97,6%) | 1.609 (95,4%) |
| Афроамериканци    | 9 (0,6%)      | 9 (0,5%)      |
| Азијати           | 12 (0,8%)     | 24 (1,4%)     |
| Хиспаноамериканци | 13 (0,9%)     | 24 (1,4%)     |
| Укупно            | 1.502         | 1.686         |